# Жиндокон
Жиндоко́н (рос. Жиндокон) — село у складі Красночикойського району Забайкальського краю, Росія. Входить до складу Жиндойського сільського поселення.

## Населення
Населення — 212 осіб (2010; 256 у 2002).
Національний склад (станом на 2002 рік):
- росіяни — 100 %